# Groenblauwe Slinger
De Groenblauwe Slinger is een ecologische verbindingszone in de Nederlandse provincie Zuid-Holland. De zone loopt van Midden-Delfland via Pijnacker/Berkel en Rodenrijs en ten westen van Zoetermeer naar Alphen aan den Rijn. Het project 'Groenblauwe Slinger' is begin jaren negentig van de vorige eeuw gestart om te voorkomen dat de Haagse en Rotterdamse regio aan elkaar vast groeien. Het gebied wordt voorzien van wandel- en fietspaden. Het natuurgebied heeft een oppervlakte van ongeveer 200 km².

## Geschiedenis
Het is een project dat is gestart vanuit een fonds van de voormalige Heidemij en overgenomen door de provincie Zuid-Holland. Het bestaat in totaal uit vijf groene deelgebieden:
- Land van Wijk en Wouden,
- De Balij- en Bieslandse Bos,
- Groenzone Berkel-Pijnacker (De Groenzoom) en
- Bergboezem Polder van Oude Leede / natuurgebied Ruyven
- Midden-Delfland.